# Pavel Tomečko
Pavel Tomečko  (* 25. června 1948, Rožňava, Slovensko) je sklářský výtvarník. Roku 1982 emigroval z Československa do Austrálie, kde významně přispěl k rozvoji studiové sklářské tvorby.

## Životopis
Pavel Tomečko v letech 1963 - 1967 absolvoval Střední uměleckoprůmyslovou školu sklářskou v Železném Brodu a poté do roku 1973 studoval v ateliéru Sklo v architektuře na Vysoké škole výtvarných umení v Bratislavě u prof. Václava Ciglera. Po absolvování vysoké školy byl umělcem ve svobodném povolání a účastnil se výstav a skupinových projektů.
Roku 1982 emigroval do Austrálie. Z předchozí doby se znal s americkým výtvarníkem Stephenem Skillitzi, který ho představil vedoucímu sklářského studia Jam Factory v Adelaide Stanislavu Melišovi. Tomečko tam v následujících třech letech vybudoval dílnu na studené sklářské techniky a vyučoval studenty. Spolu s Melišem založil soukromou firmu Nowart Glass, která nebyla pouze komerční, ale oba se v ní věnovali i technologickým výzkumům a uměleckým projektům.
Roku 1985 založil Pavel Tomečko vlastní podnik Uniart Glass, který roku 1997 přejmenoval na Crystalart Studio. Pracuje zde se svou ženou, sklářskou výtvarnicí Danielou Tomečkovou. Studio získává významné zakázky - pracuje pro Australskou cenu designu, Cenu prince Philipa, Cenu za architektonický design, Jihoaustralskou cenu pro nejlepšího výrobce roku, ad. Tomečko také vyhrál soutěž na design cen pro vítěze jachtingu America Match Cup.

### Ocenění
- 1997 First prize, Art Exhibition AIM´97, Adelaide

## Dílo
Pavel Tomečko za svého působení v Bratislavě vytvořil vlastní geometrický styl v prizmatické plastice a získal si mezinárodní uznání. Vytvořil i práce organického a figurativního charakteru, inspirované modernismem Constantina Brâncușiho. Věnoval se také výrobě šperků kombinujících sklo se stříbrem.
Po emigraci se v Jam Factory podílel na návrzích nového výrobního programu i vzdělávání studentů. Ve své vlastní tvorbě, kterou chtěl interpretovat ducha své nové vlasti, využil nejdražší polodrahokam Austrálie - opál. Opály zakomponoval dovnitř plastik z broušeného a leštěného skla, které jako optický hranol znásobily světelné odrazy polodrahokamu. Tomečko je perfekcionista, který pracuje s technicky náročnými procesy a dovádí je k dokonalosti.

### Zastoupení ve sbírkách (výběr)
- Slovenská národná galéria, Bratislava
- Museum of Applied Arts and Sciences, Sydney
- Art Gallery of South Australia, Adelaide
- Hokkaido Museum of Modern Art, Japonsko
- Powerhouse Museum, Sydney
- Wagga Wagga Gallery

### Autorské výstavy (výběr)
- 1985 Greenhill Galleries, Adelaide